# Hotel (Kid Ink)
Hotel è un brano musicale del rapper statunitense Kid Ink, estratto come secondo singolo dal suo terzo album studio, Full Speed. Con la collaborazione del cantante statunitense Chris Brown.
Il video musicale prodotto per Hotel è un video animato, ed è stato pubblicato il 9 giugno del 2015.

## Composizione
Kid Ink, dopo il successo avuto con Show Me, decise di ricollaborare con Chris Brown per una traccia del suo terzo album, e dopo averlo composto insieme ai produttori The Featherstones, decise di rilasciarlo inizialmente come singolo promozionale, e infine come singolo.

## Classifiche
| Classifica (2015) | Posizione massima |
| ----------------- | ----------------- |
| Australia         | 60                |
| Germania          | 30                |
| Francia           | 145               |
| Regno Unito       | 43                |
| Stati Uniti       | 96                |
| Stati Uniti (R&B) | 30                |